# Stadion Ismat Gajibov
Stadion Ismat Gajibov je višenamjenski stadion smješten u četvrti Bakikhanov azerbajdžanskog glavnog grada Bakua. On je jedan od tri stadiona koje koristi azerbajdžanski nogometni klub Neftçi Baku (uz Stadion Tofik Bahramov i Bakcell Arenu). Tako su se odlukom predsjednika kluba Sadiqova sve domaće prvenstvene utakmice Neftçija u sezoni 2011./12. igrale na tom stadionu.
Kapacitet stadiona iznosi 5.000 mjesta a namjerava se proširiti na dodatnih 2.500 dok je teren travnat.
Stadion je dobio ime po azerskom državnom tužitelju Ismatu Gajibovu koji je poginuo 20. studenog 1991. kada je armenska vojska oborila helikopter Mil Mi-8 koji je letio iznad spornog područja Gorskog Karabaha. Osim Gajibova, u toj tragediji je poginula još 21 osoba.